# Лицкай, Валерий Анатольевич
Валерий Анатольевич Лицкай (род. 13 февраля 1949, Калинин, РСФСР, СССР) — государственный и политический деятель Приднестровской Молдавской Республики. Министр иностранных дел Приднестровской Молдавской Республики с 3 августа 2000 по 1 июля 2008.

## Биография

### Образование и трудовая деятельность
В 1966 окончил Тираспольскую среднюю общеобразовательную школу № 11.
С 1966 по 1969 работал токарем и токарем-наладчиком на различных тираспольских заводах.
С 1969 по 1971 проходил срочную службу в пограничных войсках КГБ СССР.
С 1971 по 1980 вновь работал токарем.
В 1980 окончил Университет дружбы народов имени Патриса Лумумбы по специальностям историк-международник и переводчик.
С 1980 по 1982 работал преподавателем Гаванского университета (Куба).
С 1983 по 1990 — преподаватель, старший преподаватель кафедры общественых дисциплин Кишинёвского государственного университета имени В. И. Ленина.

### Политическая деятельность
С началом приднестровского конфликта в 1990 переехал в город Тирасполь. Весной 1991 стал советником Президента ПМР Игоря Смирнова по политическим вопросам, а с сентября 1991 — пресс-секретарём Правительства Приднестровской Молдавской ССР.
С октября 1991 по 3 августа 2000 занимал должность Государственного секретаря Приднестровской Молдавской Республики.
С 10 октября 1991 — член делегации от Приднестровской Молдавской ССР для переговоров с делегацией Республики Молдова, созданной в соответствии с пунктом 5 Согласительного протокола от 1 октября 1991 по нормализации обстановки в некоторых населённых пунктах левобережья Республики Молдова. С 1 апреля 1993 — председатель экспертной комиссии по переговорам с Республикой Молдова.
С 31 марта 1993 по 23 июня 1995 — исполняющий обязанности начальника Республиканского управления внешних связей.
С 6 апреля 1993 по 22 апреля 1993 — заместитель председателя Правительственной комиссии по работе с бывшими военнопленными и розыску пропавших без вести.
С 23 июня 1995 по 8 августа 1997 — начальник Республиканского управления внешних связей.
С 3 августа 2000 по 1 июля 2008 — министр иностранных дел Приднестровской Молдавской Республики.
С 27 августа 2002 — член делегации ПМР для участия во втором раунде Кишинёвского заседания «Постоянного совещания по политическим вопросам в рамках переговорного процесса по приднестровскому урегулированию».
С 23 апреля 2003 — полномочный представитель от ПМР в совместной Комиссии по разработке проекта Конституции Федеративного Государства, образуемого ПМР и Республикой Молдова.
С 25 апреля 2006 — член штаба по регулированию работы предприятий и организаций Приднестровской Молдавской Республики в условиях экономической блокады.
Является исполнительным секретарём международной организации «За демократию и права народов».
Европейский союз запретил ему въезд на свою территорию.

## Семья
Женат. Супруга — Алина Николаевна Демкова.

## Награды

### Награды ПМР
- Орден Республики (30 августа 1995) — за большой личный вклад в создание, организацию и развитие Приднестровской Молдавской Республики и в связи с 5-й годовщиной её образования[17]
- Орден «За личное мужество» (2 июля 2002) — за личный вклад в становление и развитие Приднестровской Молдавской Республики, укрепление приднестровской государственности и в связи с 10-летием со дня образования Министерства иностранных дел Приднестровской Молдавской Республики[18]
- Орден «Трудовая слава» (11 февраля 2004) — за активную деятельность в исполнительных органах государственной власти, многолетний, добросовестный труд, высокий профессионализм и в связи с 55-летием со дня рождения[19]
- Медаль «Участнику миротворческой операции в Приднестровье» (29 июля 2002) — за активную поддержку и оказание помощи Миротворческим Силам в проведении мероприятий по установлению и поддержанию мира и в связи с 10-летием со дня начала Миротворческой операции в Приднестровье[20]
- Медаль «10 лет Приднестровской Молдавской Республике» (7 августа 2000) — за активное участие в становлении, защите и строительстве Приднестровской Молдавской Республики и в связи с 10-й годовщиной со дня образования[21]
- Заслуженный сотрудник дипломатической службы Приднестровской Молдавской Республики (3 июля 2007) — за особые заслуги по укреплению суверенитета и независимости Приднестровской Молдавской Республики дипломатическими средствами, высокие организаторские и профессиональные способности и в связи с 15-летием со дня образования Министерства иностранных дел Приднестровской Молдавской Республики[22]
- Грамота Президента Приднестровской Молдавской Республики (12 февраля 1999) — за большой вклад в становление и развитие Республики, многолетний, добросовестный труд и в связи с 50-летием со дня рождения[23]
- Грамота Президента Приднестровской Молдавской Республики (12 февраля 1999) — за большой вклад в становление и развитие Приднестровья, целенаправленную работу по признанию нашей Республики другими государствами, укрепление её суверенитета и независимости[24]

### Иностранные награды
- Орден «Честь и слава» III степени (Абхазия)[25]
- Орден Дружбы (Южная Осетия)

## Дипломатический ранг
- Чрезвычайный и полномочный посол (29 декабря 2005)[26]